# Purísima de la Concepción
Purísima de la Concepción, ou plus simplement Purísima, est une municipalité située dans le département de Córdoba, en Colombie.